# Тутополис (Илиноис)
Тутополис (енгл. Teutopolis) град је у америчкој савезној држави Илиноис.

## Демографија
По попису из 2010. године број становника је 1.530, што је 29 (-1,9%) становника мање него 2000. године.
| Група             | 2000.         | 2010.         |
| Белци             | 1.555 (99,7%) | 1.515 (99,0%) |
| Афроамериканци    | 0 (0,0%)      | 1 (0,1%)      |
| Азијати           | 2 (0,1%)      | 6 (0,4%)      |
| Хиспаноамериканци | 1 (0,1%)      | 8 (0,5%)      |
| Укупно            | 1.559         | 1.530         |